# 金髪先生
『金髪先生』（きんぱつせんせい）は、1996年10月1日から1998年9月22日までテレビ朝日で放送されていた音楽番組である。

## 概要
火曜日深夜2時台の30分番組。叫ぶ詩人の会のドリアン助川（現・明川哲也）が講師役で出演。題字は当時ロリータ18号のメンバーだったエナポゥが担当。提供はavex。
番組はロックを主とした英語圏のアーティストと代表曲を取り上げ、英語を学ぶという内容で2年間にわたって放送。雑談による導入（一日転校生の紹介）→アーティストと課題曲の発表→アーティストの歴史→詞の解説→歌詞の中の構文を用いて英作文を作るという流れで行われていた。ロックを通じて英語を学ぶと言いながらも、公民権運動、アパルトヘイト、自殺、ドラッグ、児童虐待、拒食症、アイルランド闘争などを取り上げ、その中から生まれた歌であり、アーティストもそれらと無関係ではいられないことを問いかけるのが番組の本質であった。
アーティストのPVを毎回流していたため、番組は今日に至るまでソフト化はされていない。

## スタッフ
- 構成：ドリアン助川 ／ 遠藤みちスケ、とちぼり元
- 技術：鈴木康夫、古田厚
- カメラ：古田厚、鈴木康雄
- ＶＥ：柴崎正一
- 音声：龍田幸久
- 照明：石尾和夫（TLC）
- 音響効果：和田勝之（ジャイロ　現 スカイウォーカー）
- 編集・ＭＡ：ザ・チューブ（宮本康弘 他）→ IMAGICA（松田和茂 他）
- 美術：清水久（アックス）
- 技術協力：東通
- 広報：上田めぐみ（テレビ朝日）
- 演出：次廣靖（イースト）
- プロデューサー：三倉文宏（テレビ朝日）、松尾浩介（田辺エージェンシー）、波多野健（イースト）
- 制作協力：イースト
- 制作：テレビ朝日、田辺エージェンシー

## 番組の変遷

### 第一期
- 第1回 - 第23回
- 生徒：パンチユーホー、Hiroki（きりばやしひろき）、Takuji、サンダー、曽世海児、石蹴鐘、桜樹ルイ、小林千香子、長谷川真美、うらら、菊地万里江（ひろせまい）、ダイナマイト・関西

もとは泉谷しげるを講師に、元放送作家の助川をブレーンにしたロック番組を作るはずだった。しかし泉谷がまったく英語にうとかったために助川本人が講師役を務め、当時の彼のトレードマークだった金髪と『3年B組金八先生』をかけたタイトルで番組はスタート。オープニングは『金八』のパロディである。当初3か月で終わる予定だったため、出演者の多くは助川のバンドのメンバーや友人、アーティストも助川の好きな順に取り上げるなどかなりやっつけな雰囲気で始まったが、深夜2時台放送としては平均2%と安定した視聴率をキープ。ジミ・ヘンドリックスの回では音響の所持していたジミのギターをプレイするなど貴重な場面もあった。

### 第二期
- 第24回 - 第50回
- 生徒：パンチユーホー、Hiroki、Takuji、サンダー、小林賢太郎、ベルナール・アッカ、岡村実保、浜田春菜(HΛLNA)、板谷由夏、権谷優子、杉本百美、根本美帆

好評のうちに終わった一期から生徒を一新し、メジャーなアーティスト中心に取り上げた。この期間に番組の本『シャウト!金髪先生』が発売。小林賢太郎や板谷由夏ら、多くの生徒が後にブレイクする。チョコレート味の下剤を食べさせられたパンチユーホーが収録中に脱糞したり、家出をして行方不明になった生徒の代わりに双子の姉が出演するなどネタ的にもピークだった。またフィッシュボーンのボーカル、アンジェロ・ムーアがVTR出演している。

### 第三期
- 第51回 - 第74回
- 生徒：パンチユーホー、Hiroki、Takuji（途中降板）、サンダー、小池龍太、瞳リョウ、大賀勇気、諸岡なみ子、石田ゆか、カワイ麻弓、小町ゆき

この期の途中で、出演者であり助川のバンドのメンバーであるTakujiが覚醒剤所持で逮捕、直後の放送の冒頭で助川が謝罪する。番組も打ち切りの危機にさらされたが続行し、その後この教室のモットーにも取り上げられているセックス・ピストルズのシド・ヴィシャスを取り上げ、彼が恋人であったナンシー・スパンゲン殺害の容疑で逮捕された等のエピソードを紹介しながら、改めてアーティストとドラッグの関係を探った。プラターズの回では資料が揃わずに途方に暮れて入ったミスタードーナツのトレイにプラターズが載っていたというエピソードがある。この期をもって、一期からの生徒だったHirokiとサンダーが卒業する。

### 第四期
- 第75回 - 最終回
- 生徒：パンチユーホー、大柿誠、矢部太郎、落合利至、長松達也、水野はるき、南江津子、鈴木史華、RIE、島田典子、高田里名

生徒を一般からも募集、また毎回著名人をゲスト（一日転校生）として招くなど番組内容を一新する。しかし、長期の放送でネタが切れ、またゲストに割く時間が増えて内容が薄くなったことなどから視聴率が低下。番組は2年の歴史に幕を閉じる。最終回で取り上げたアーティストは助川自身で、東欧革命の最中チェコの民衆が歌っていた『ヘイ・ジュード』を取り上げた。この日は過去の出演者が集まり、助川に花を贈った。

## 放映リスト
| 放送回 | 放送日         | ゲスト（第四期のみ） | アーティスト                     | 課題曲                                 |
| ------ | -------------- | -------------------- | -------------------------------- | -------------------------------------- |
| 1      | 1996年10月1日  | -                    | ローリング・ストーンズ           | サティスファクション                   |
| 2      | 1996年10月8日  | -                    | ジャニス・ジョプリン             | クライ・ベイビー                       |
| 3      | 1996年10月15日 | -                    | キッス                           | ハード・ラック・ウーマン               |
| 4      | 1996年10月22日 | -                    | セックス・ピストルズ             | アナーキー・イン・ザ・U.K.             |
| 5      | 1996年10月29日 | -                    | クイーン                         | ウィ・ウィル・ロック・ユー             |
| 6      | 1996年11月5日  | -                    | エアロスミス                     | クレイジー                             |
| 7      | 1996年11月12日 | -                    | チャック・ベリー                 | ジョニー・B.グッド                     |
| 8      | 1996年11月19日 | -                    | レッド・ホット・チリ・ペッパーズ | ストーン・コールド・ブッシュ           |
| 9      | 1996年11月26日 | -                    | ザ・フー                         | マイ・ジェネレーション                 |
| 10     | 1996年12月3日  | -                    | バディ・ホリー                   | ペギー・スー                           |
| 11     | 1996年12月10日 | -                    | パティ・スミス                   | サマー・カニバル                       |
| 12     | 1996年12月17日 | -                    | ジミ・ヘンドリックス             | パープル・ヘイズ                       |
| 13     | 1997年1月7日   | -                    | キンクス                         | ユー・リアリー・ガット・ミー           |
| 14     | 1997年1月14日  | -                    | 黒豹                             | 光の神                                 |
| 15     | 1997年1月21日  | -                    | ポール・マッカートニー           | 心のラヴ・ソング                       |
| 16     | 1997年1月28日  | -                    | イギー・ポップ                   | ロウ・パワー                           |
| 17     | 1997年2月4日   | -                    | ザ・クラッシュ                   | ロンドン・コーリング                   |
| 18     | 1997年2月11日  | -                    | クリーム                         | サンシャイン・オヴ・ユア・ラヴ         |
| 19     | 1997年2月18日  | -                    | U2                               | ウィズ・オア・ウィズアウト・ユー       |
| 20     | 1997年2月25日  | -                    | ボブ・ディラン                   | ライク・ア・ローリング・ストーン       |
| 21     | 1997年3月4日   | -                    | エルヴィス・プレスリー           | ハウンド・ドッグ                       |
| 22     | 1997年3月11日  | -                    | ビージーズ                       | 若葉のころ                             |
| 23     | 1997年3月18日  | -                    | ジョン・レノン                   | ウーマン                               |
| 24     | 1997年3月25日  | -                    | ボン・ジョヴィ                   | リヴィン・オン・ア・プレイヤー         |
| 25     | 1997年4月1日   | -                    | スティング                       | 魂のパイロット                         |
| 26     | 1997年4月8日   | -                    | ニルヴァーナ                     | スメルズ・ライク・ティーンスピリット   |
| 27     | 1997年4月15日  | -                    | スコーピオンズ                   | ハリケーン                             |
| 28     | 1997年4月22日  | -                    | ディープ・パープル               | スモーク・オン・ザ・ウォーター         |
| 29     | 1997年4月29日  | -                    | ラモーンズ                       | 電撃バップ                             |
| 30     | 1997年5月6日   | -                    | ドアーズ                         | ハートに火をつけて                     |
| 31     | 1997年5月13日  | -                    | デヴィッド・ボウイ               | ジーン・ジニー                         |
| 32     | 1997年5月20日  | -                    | エンヤ                           | オリノコ・フロウ                       |
| 33     | 1997年5月27日  | -                    | レッド・ツェッペリン             | ブラック・ドッグ                       |
| 34     | 1997年6月3日   | -                    | フィッシュボーン                 | パーティ・アット・グラウンドゼロ       |
| 35     | 1997年6月10日  | -                    | レニー・クラヴィッツ             | 自由への疾走                           |
| 36     | 1997年6月17日  | -                    | ビリー・ジョエル                 | オネスティ                             |
| 37     | 1997年7月1日   | -                    | ボーイ・ジョージ                 | アフター・ザ・ラブ                     |
| 38     | 1997年7月8日   | -                    | パール・ジャム                   | ジェレミー                             |
| 39     | 1997年7月1日   | -                    | グリーン・デイ                   | スタック・ウィズ・ミー                 |
| 40     | 1997年7月22日  | -                    | ピーター・ガブリエル             | ビコ                                   |
| 41     | 1997年7月29日  | -                    | ザ・ビーチ・ボーイズ             | サーファー・ガール                     |
| 42     | 1997年8月5日   | -                    | ルー・リード                     | ワイルド・サイドを歩け                 |
| 43     | 1997年8月12日  | -                    | カーペンターズ                   | イエスタデイ・ワンス・モア             |
| 44     | 1997年8月19日  | -                    | イーグルス                       | ホテル・カリフォルニア                 |
| 45     | 1997年8月26日  | -                    | メタリカ                         | ワン                                   |
| 46     | 1997年9月2日   | -                    | ベット・ミドラー                 | フロム・ア・ディスタンス               |
| 47     | 1997年9月9日   | -                    | ロリンズ・バンド                 | ライアー                               |
| 48     | 1997年9月16日  | -                    | T・レックス                      | ゲット・イット・オン                   |
| 49     | 1997年9月23日  | -                    | トム・ウェイツ                   | ダウンタウン・トレイン                 |
| 50     | 1997年9月30日  | -                    | サイモン&ガーファンクル          | 明日に架ける橋                         |
| 51     | 1997年10月7日  | -                    | マイケル・ジャクソン             | ブラック・オア・ホワイト               |
| 52     | 1997年10月14日 | -                    | エルヴィス・コステロ             | オリバーズ・アーミー                   |
| 53     | 1997年10月21日 | -                    | プラターズ                       | オンリー・ユー                         |
| 54     | 1997年10月28日 | -                    | フランク・ザッパ                 | トラブル・エヴリ・デイ                 |
| 55     | 1997年11月3日  | -                    | ガンズ・アンド・ローゼズ         | ウェルカム・トゥ・ザ・ジャングル       |
| 56     | 1997年11月10日 | -                    | マドンナ                         | ライク・ア・ヴァージン                 |
| 57     | 1997年11月17日 | -                    | エルトン・ジョン                 | 僕の歌は君の歌                         |
| 58     | 1997年11月24日 | -                    | ジョニ・ミッチェル               | イエロー・ビッグ・タクシー             |
| 59     | 1997年12月1日  | -                    | ピンク・フロイド                 | アナザー・ブリック・イン・ザ・ウォール |
| 60     | 1997年12月7日  | -                    | シド・ヴィシャス                 | マイ・ウェイ                           |
| 61     | 1997年12月15日 | -                    | ポール・ウェラー                 | ヘヴィ・ソウル                         |
| 62     | 1998年1月6日   | -                    | ニール・セダカ                   | 悲しき慕情                             |
| 63     | 1998年1月13日  | -                    | ビョーク                         | ヒューマン・ビヘイヴィア               |
| 64     | 1998年1月20日  | -                    | オアシス                         | ロール・ウィズ・イット                 |
| 65     | 1998年1月27日  | -                    | ニール・ヤング                   | マイマイ・ヘイヘイ                     |
| 66     | 1998年2月3日   | -                    | ブルース・スプリングスティーン   | ボーン・イン・ザ・U.S.A.               |
| 67     | 1998年2月10日  | -                    | スティーヴィー・ワンダー         | サンシャイン                           |
| 68     | 1998年2月17日  | -                    | チーフタンズ                     | フォギー・デュー                       |
| 69     | 1998年2月24日  | -                    | トーキング・ヘッズ               | サイコ・キラー                         |
| 70     | 1998年3月3日   | -                    | ユッスー・ンドゥール             | シェイキング・ザ・ツリー               |
| 71     | 1998年3月10日  | -                    | ヴィレッジ・ピープル             | YMCA                                   |
| 72     | 1998年3月17日  | -                    | チープ・トリック                 | 甘い罠                                 |
| 73     | 1998年3月24日  | -                    | リンダ・ロンシュタット           | ブルー・バイユー                       |
| 74     | 1998年3月31日  | -                    | ロッド・スチュワート             | セイリング                             |
| 75     | 1998年4月7日   | 東海林のり子         | アリス・クーパー                 | ノー・モア・ミスター・ナイス・ガイ     |
| 76     | 1998年4月14日  | 世良公則             | ロイ・オービソン                 | オー・プリティ・ウーマン               |
| 77     | 1998年4月21日  | 柳ジョージ           | ジョン・フォガティ               | 雨を見たかい                           |
| 78     | 1998年4月28日  | 大槻ケンヂ           | アバ                             | ダンシング・クイーン                   |
| 79     | 1998年5月5日   | 斉藤和義             | モンキーズ                       | デイドリーム・ビリーバー               |
| 80     | 1998年5月12日  | 寺田恵子             | シカゴ                           | 長い夜                                 |
| 81     | 1998年5月19日  | ROLLY                | ラトルズ                         | ゲット・アップ・アンド・ゴー           |
| 82     | 1998年5月26日  | SHONO                | デフ・レパード                   | メイク・ラヴ・ライク・ア・マン         |
| 83     | 1998年6月2日   | NOB                  | ベイ・シティ・ローラーズ         | サタデー・ナイト                       |
| 84     | 1998年6月16日  | 白井良明             | プリンス                         | 1999                                   |
| 85     | 1998年6月23日  | サンプラザ中野       | ママス&パパス                    | 夢のカリフォルニア                     |
| 86     | 1998年6月30日  | 水戸華之介           | シネイド・オコナー               | サンキュー・フォー・ヒアリング・ミー   |
| 87     | 1998年7月7日   | 鈴木けいすけ         | ダリル・ホール&ジョン・オーツ    | マンイーター                           |
| 88     | 1998年7月14日  | 木暮武彦             | シンディ・ローパー               | マネー・チェンジズ・エブリシング       |
| 89     | 1998年7月21日  | 電撃ネットワーク     | プロディジー                     | ファイアスターター                     |
| 90     | 1998年7月28日  | 高木ブー             | ナット・キング・コール           | アンフォゲッタブル                     |
| 91     | 1998年8月4日   | 中山加奈子           | ソフィー・セルマーニ             | プレシャス・バーデン                   |
| 92     | 1998年8月11日  | Anchang              | レニングラード・カウボーイズ     | ハッピー・トゥギャザー                 |
| 93     | 1998年8月18日  | カルメン・マキ       | マイク・オールドフィールド       | ムーンライト・シャドウ                 |
| 94     | 1998年8月25日  | フーリューズ         | ショーン・レノン                 | ホーム                                 |
| 95     | 1998年9月1日   | 細川ふみえ           | ブロンディ                       | ハート・オブ・グラス                   |
| 96     | 1998年9月8日   | 山咲千里             | バーブラ・ストライサンド         | 追憶                                   |
| 97     | 1998年9月15日  | 関口和之             | ボブ・マーリー                   | アイ・ショット・ザ・シェリフ           |
| 98     | 1998年9月22日  | -                    | -                                | ヘイ・ジュード                         |

## 放送局
- テレビ朝日（水曜 2:10 - 2:40（火曜深夜））
- 北海道テレビ放送（木曜 0:50 - 1:20（水曜深夜））